# Cerro Batoví
Der Cerro Batoví ist ein Berg in Uruguay.
Er befindet sich im Departamento Tacuarembó etwa 25 km von dessen gleichnamiger Hauptstadt entfernt. Der 224 m hohe Berg gehört dabei zur Hügelkette Cuchilla de Haedo.
Der Name des Berges stammt aus der Sprache Guaraní und bedeutet Brust der Jungfrau, was auf seine auffällige Form zurückgeführt wird. Der Cerro Batoví erscheint auch im Wappen des Departamento Tacuarembó.

## Einzelnachweise

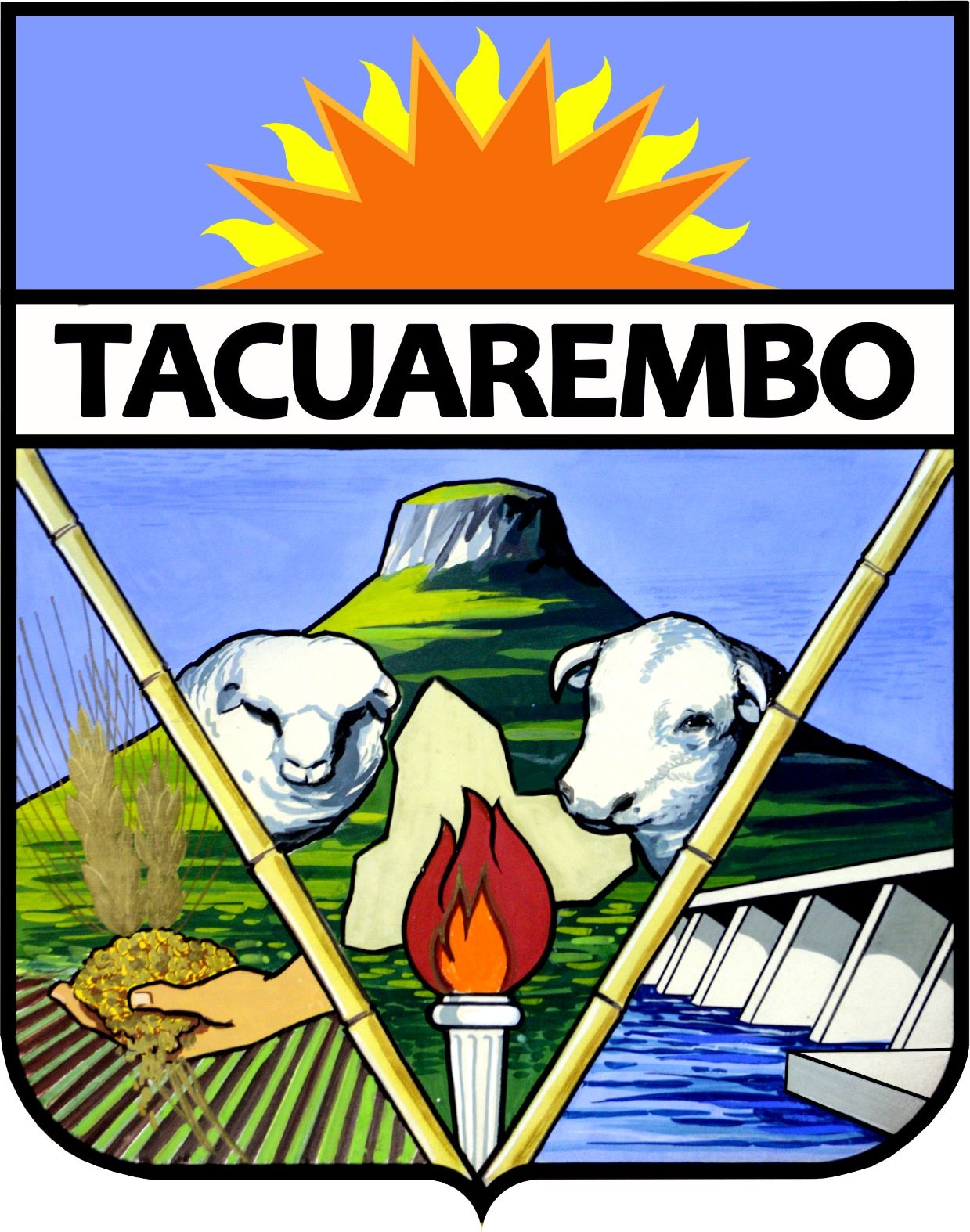
Der Cerro Batoví im Wappen des Departamento Tacuarembó